# Полиптиходон
Полиптиходо́н (лат. Polyptychodon, от др.-греч. πολύ «очень», πτυχή «изгиб» и ὀδούς «зуб») — гигантский плиозавр мелового периода, один из последних представителей группы. 

## Открытие и таксономия

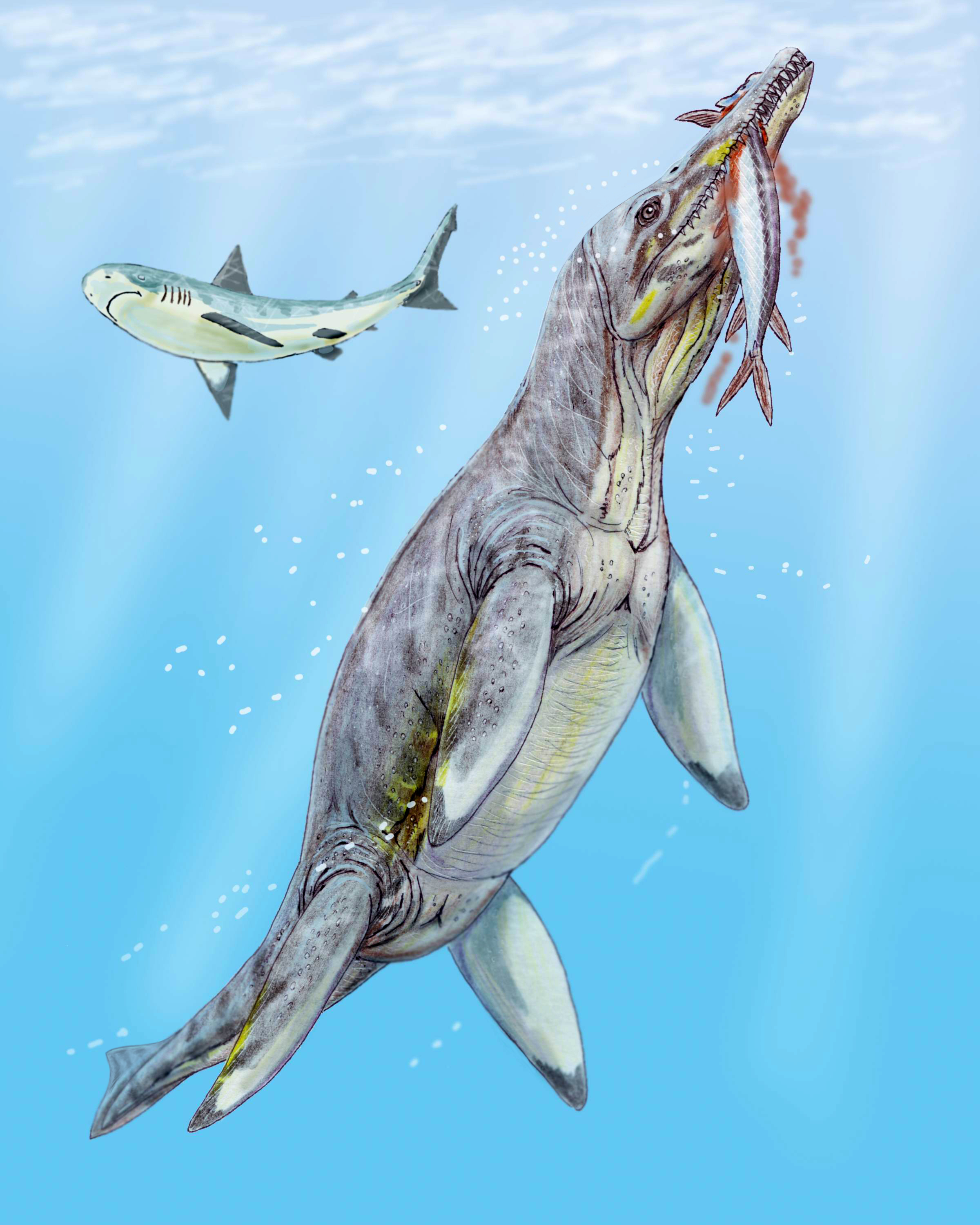
Polyptychodon interruptus

Описан Р. Оуэном в 1841 году на основании крупных конических зубов из позднего мела (сеномана) Англии. Зубы имели на эмали многочисленные гребешки с режущей кромкой. Оуэн не знал, какому животному принадлежат зубы (крокодилу, плезиозавру или кому-то ещё).
В 1851 году на основании дополнительных находок из Англии и Франции Оуэн выделил два вида — Polyptychodon continuus и Polyptychodon interruptus. Названия отражали форму гребней на эмали — у Polyptychodon interruptus они обрывались, а у Polyptychodon continuus продолжались до вершины зуба. Обломки челюстей с соответствующими зубами известны для Polyptychodon interruptus. В 1861 году Оуэн описал крышу черепа этого вида и отнёс животное к плезиозаврам. Другой вид (continuus) в дальнейшем был признан недиагностичным.
В 1963 году другой, более мелкий вид (Polyptychodon hudsoni) был описан Уэллесом и Слатером из сеномана — турона Техаса. Американский вид отличается также более низким черепом, лишённым выступающего сагиттального гребня. Он известен по более полным остаткам, существует реконструированный скелет.

## Описание
Полиптиходон — типичный плиозавр, очень сходный с юрскими формами. Длина черепа типового вида достигала 170 см, общая длина доходила до 10—11 метров. Американский вид был около 6—7 метров в длину. Полиптиходоны могли питаться как крупными головоногими, так и водными позвоночными. Наряду с брахаухениусом это последний из плиозавров, но, в отличие от брахаухениуса, представляет прямое продолжение ветви юрских плиозавров.

## Распространение
Род известен из меловых отложений Англии и Франции. Неописанные остатки, приписываемые полиптиходону, известны из мела Поволжья.